# Медіум (езотерика)
Медіум — чутлива людина, яка, як вважають послідовники спіритуалізму, служить сполучною ланкою між двома світами: матеріальним і духовним. Практика медіумізму також використовується в вуду, кандомбле, умбанде та інших езотеричних традиціях.
Згідно з визначенням Джеймса Максвелла медіум — «людина, в присутності якої можуть спостерігатися психічні явища». Гюстав Желе писав: «Медіум — людина, складові елементи особистості якої — ментальні, динамічні і матеріальні — здатні до моментальної децентралізації».
Проти подібних визначень різко заперечував Ф. У. Г. Маєрс: термін «медіум» він вважав «варварським і двозначним». Вважаючи, що багато явищ, пов'язаних з медіумізмом, є в дійсності проявами підсвідомої діяльності, він пропонував називати таких особистостей «автоматистами» («automatist»). Професор П'єр Жане в книзі «L Automatisme Psychologique» вживав щодо медіумів термін «les individus suggestibles», вважаючи, що вони знаходяться під контролем не потойбічного «духу», але — ідеї або навіювання, або внутрішнього походження, або привнесених ззовні.
Ломброзо стверджував, що існує прямий зв'язок між медіумізмом і станом істерії. Частково погоджувався з ним і професор Ріше: «Медіуми в тій чи іншій мірі — психопати… Їх свідомість страждає від дисоціації, наслідком чого є певна психічна нестабільність і знижене почуття самосвідомості в трансовому стані».
Національний науковий фонд (США) відносить віру в можливість ментального спілкування з духами померлих і каналювання (здатність «потойбічних сил» тимчасово керувати тілом людини) до одних з найбільш поширених серед американців псевдонаукових помилок.

## Історія медіумізму
Історія медіумізму, як вважають спіритуалісти, сходить до далекої давнини. Одна з найвідоміших історій такого роду — Аендорська чарівниця, яка, згідно з Біблією, закликала дух пророка Самуїла, щоб дозволити царю Саулу розпитати свого колишнього наставника про майбутню битву.

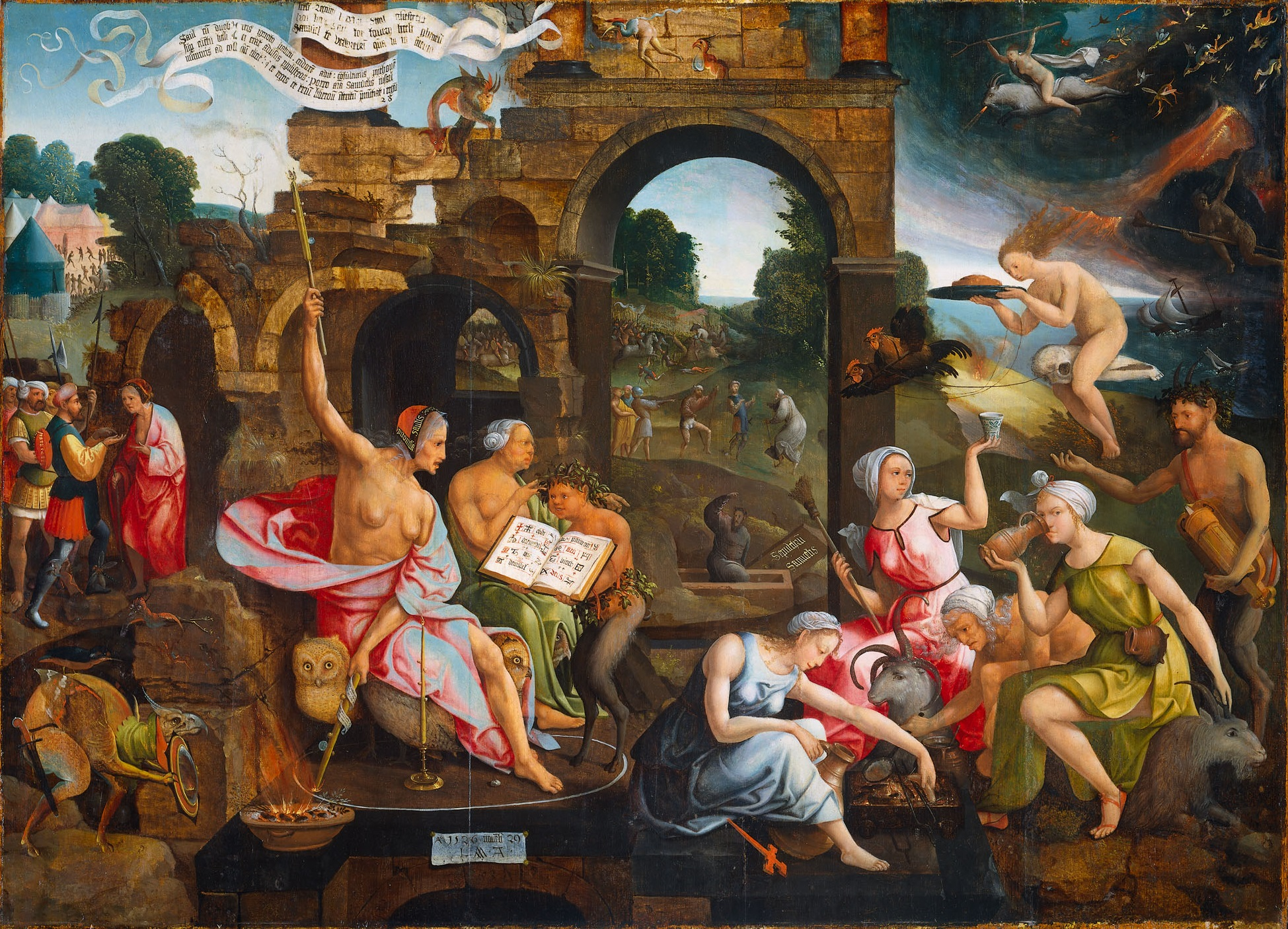
Саул у Аендорської чарівниці

Одна з перших книг, присвячених встановленню контакту живих з померлими, «Dialogues with the Dead», була написана Джорджем (Першим бароном) Літтлтоном і видана в 1760 році. У числі «духів», згадуваних у цьому трактаті, були Петро I, Перикл, «Північноамериканський дикун», Вільям Пенн і Христина (королева Швеції).
Широке поширення медіумізм отримав в США і Європі після становлення спіритуалізму як форми релігійного руху — починаючи з 1848 року, після того, як з'явилися повідомлення про те, що в Гайдсвілле сестри Фокс вступили в контакт з невидимою сутністю в своєму будинку. У середині XIX ст. широку популярність також отримали медіуми Леонора Пайпер, Емма Гардінг-Бріттен, Флоренс Кук, Елізабет Гоуп і Деніел Данглас Гьюм. Про медіумів і медіумізм багато писав Аллан Кардек, який у 1860 році ввів термін спіритизм.

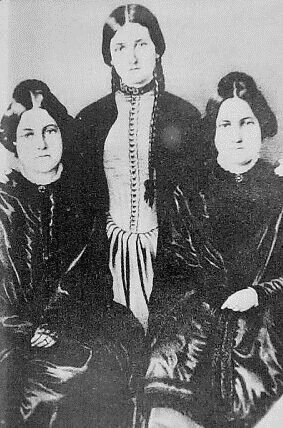
Сестри Фокс

По мірі того, як до вивчення феномену приступили серйозні вчені, стали з'являтися повідомлення про випадки масового шахрайства серед медіумів. Разом з тим, деякі з медіумів, які час від часу викривалися спостерігачами (наприклад, Евсапія Паладіно), мали і прихильників з числа відомих учених (Олівер Лодж, Вільям Крукс, Шарль Ріше).

## Вивчення медіумізму
У Британії дослідженням медіумізму, зокрема, аспектів, пов'язаних з телепатією і ясновидінням, зайнялася Спільнота психічних досліджень. Публікації в Journal of the Society for Psychical Research мали, як правило, критичний характер, але в деяких випадках дослідники визнавали факти справжнього медіумізму і реальність демонструвалися на сеансах паранормальних явищ.
В університеті штату Аризона на факультеті психології була організована спеціальна дослідницька програма VERITAS в лабораторії з Вивчення свідомості і здоров'я (Laboratory for Advances in Consciousness and Health) під керівництвом Гері Шварц. Своєю метою вона поставила перевірку тверджень, що якась частина свідомості померлого зберігає свою індивідуальність після смерті. Програма досліджень VERITAS була схвалена академічною радою університету.

## Різновиди медіумізму
Розрізняють два основних види медіумізму: ментальний (трансовий) і фізичний.

### Ментальний медіумізм
Ментальний медіумізм передбачає можливість спілкування духів і медіума з допомогою телепатії. При цьому медіум «чує», «бачить» або «відчуває» інформацію, яка передається йому духом-посередником і в свою чергу передає її присутнім (яких іменують «засідаючі» — «sitters»). До числа їх здібностей, потрібних для здійснення ментального медіумізму відносяться ясновидіння (clairvoyance; як правило, передбачає наявність «внутрішнього зору»), «яснослухання» (clairaudience) і «ясночуття» (clairsentience). Останнє є найбільш поширеною формою медіумізму: прийнято вважати, що з нього починається розвиток «психічних» здібностей. Найбільш поширеними різновидами ментального медіумізму є «прямий голос» (або «мовний медіумізм») і автоматичне письмо.

#### Мовний медіумізм
Послідовники спіритуалізму вважають, що явище мовного медіумізму (інша його назва — «прямий голос») відомо з давнини. У доказ тому вони призводять «демона», з яким спілкувався Сократ (Ф. У. Майерс називав цю сутність «глибинним пластом самої мудрості», який «спілкувався з поверхневим шаром розуму»), «голоси» Жанни д'Арк.
Піонером сучасного мовного медіумізму вважається Джонатан Кунз, фермер з Огайо, який у своєму будиночку починаючи з 1852 року нібито отримував повідомлення, використовуючи олов'яний мегафон, звідки виходили «голоси». Схожі явища (якщо вірити, зокрема, професор Мейпсу) відбувалися на сеансах братів Девенпорт, причому біограф останніх, Р. Купер стверджував, що голос «Джона Кінга» він нерідко чув і поза кімнати, в денний час, коли прогулювався з братами по вулиці. Про те, що в присутності Мері Маршалл (першого публічного медіума Британії), також звучали голоси Джона Кінга і інших духів, свідчив, зокрема, доктор У. Р. Харрісон, редактор журналу «Спіритуалістів». Кожен раз скептики в подібних випадках підозрювали медіумів в брехні. Щоб виключити подібні підозри, Д. Д. Х'юм намагався сам говорити, коли «віщали» духи, стверджуючи, що «говорити і брехати одночасно — неможливо», і робив це переконливо.
А. Конан Дойль (який стверджував, що неодноразово чув на сеансах кілька голосів одночасно), в числі сучасних мовних медіумів Великої Британії згадував Робертс Джонсон, Бланш Купер, Джона К. Слоана, Вільяма Фенікса, місіс Дансмор, Івена Пауелла.

### Фізичний медіумізм
Фізичний медіумізм в спірітуалізмі передбачає енергетичний контакт «духа» з світом живуть допомогою медіума, в результаті чого останній демонструє різні паранормальні явища: матеріалізацію, аппорти, псіхокінез, левітацію і т. д.
До числа граничних медіумічних явищ, що поєднують в собі ознаки як ментального, так і фізичної медіумізму, відноситься, зокрема, феномен «спіритичної фотографії».

#### Фотографічний медіумізм
У 1861 році гравер Вільям Р. Мамлер з Бостона виставив на огляд фотографії, які, як він стверджував, крім його волі містили в собі щось, що стало з потойбічного світу. Феномен незабаром здобув популярність і став відомий як «спіритичний фотографія». Мамлер стверджував, що спочатку це відбувалося у нього мимоволі: він просто виявляв на своїх платівках «двійників» живих людей і якісь загадкові фігури, абсолютно бачити їх там не бажаючи. По його стопах у Британії пішов Томас Слейтер, причому (якщо вірити деяким послідовникам спіритуалізму) його участь було передбачено в 1856 році на сеансі, який Слейтер проводив у Лондоні з лордом Бругемом і Робертом Д. Оуеном. Ряд дослідників засвідчили справжність фотографій: в їх числі був натураліст сер Альфред Рассел Воллес, який писав у книзі «Про чудеса та сучасний спірітуалізм».
За словами А. Конан Дойля, починаючи з 1861 року з'явилося близько 30 визнаних медіумів психічної фотографії, в тому числі Хоуп, Хадсон, Паркес, Уайлі, Бюге, Бурнель і Дюгид. Згодом, однак, стали з'являтися повідомлення про те, що Мамлер зайнявся виробництвом підробок, що значно зіпсувало репутацію і навіть у якийсь момент коштувало йому свободи. Мамлер, який помер у злиднях в 1884 році, описав свою кар'єру в книзі «Особисті досліди Вільяма Р. Мамлера у фотографуванні парфумів», примірник якої зберігається в Британському музеї.

## Духи-наставники
У західному спірітуалізмі «духом-наставником» (англ. spirit guide або «духом-зв'язковим» (англ. spirit communicator) прийнято називати безтілесну духовну сутність, що встановлює з медіумом постійний контакт — як правило, керуючись благородними цілями (для дачі порад, настанов і т. д.). Термін дух-оператор (англ. spirit operator) використовується щодо сутності, яка використовує медіума як енергетичного джерела.
У ранньому спіритуалізмі у ролі духів-наставників нерідко виступали етнічні індіанці. Одним з найпопулярніших персонажів спіритичних сеансів XIX століття в США був хтось, що іменував себе «Білим яструбом» (цікаво, що в негритянських громадах того ж роду, зокрема, заснованих Матір'ю Лифи Андерсон, активно діяв «Чорний яструб»). Серед «наставників» були також стародавні китайці, єгиптяни. Цей термін також вживається іноді по відношенню до «ангелів» і «духам природи»; в деяких випадках (найчастіше в шаманізмі) — навіть до духів-тварин.
Медіум Аліса Бейлі також описувала досвід спілкування з «духом», якого вона називала «тибетцем».

## Розбіжності між послідовниками спіритуалізму і теософії
Серйозні розбіжності у трактуванні медіумізму існують між послідовниками спіритуалізму і теософії. Менлі Холл у книзі «Окультна анатомія людини», визначаючи різницю між ясновидінням і медиумизмом, критикує останній: Згідно Теософського словником Е. П. Блаватської: 

…Вірування в постійне спілкування живих з мертвими, або за допомогою власних медіумістичних здібностей, або через так званого медіума, — це ні що інше, як матеріалізація духу і деградація людської і божественної душ. Віруючі в подібні зносини просто ганять покійних і постійно кощунствуют. В давнину це справедливо називалося «Некромантією».

Критикувала медіумізм у своїх листах і Олена Реріх: 

…Нехай ніхто <…> не розглядає медіумізм як дар. Навпаки, це є найбільша небезпека і камінь спотикання для зростання духу. Медіум є заїжджий двір, є одержимість. Істинно, медіум не має відкритих центрів, і висока психічна енергія відсутня в ньому… <…> Запам'ятаємо одне правило — не можна отримувати ніяких Навчань через медіумів. Е. П. Блаватська все своє життя боролася проти неосвіченого відношення до медіумів. Існує багато її статей, присвячених саме опису небезпек, яким піддаються люди, які відвідують спіритичні сеанси без достатнього знання та сильної волі.

## Небезпеки медіумізму
Парапсихологія рекомендує з обережністю проводити експерименти з медіумізмом, вважаючи, що, оскільки в цих ситуаціях задіянні глибинні шари підсвідомості медіума, будь-яка несподіванка в ході сеансу може викликати непередбачену реакцію і найнесподіваніші наслідки. Зокрема: при тому, що деякі «матеріалізації» ведуть себе на сеансах часом зухвало-грайливо, — тож бо фізичний контакт з ними потенційно небезпечний.

### Випадок з Марією Зильберт
Едальберт Авіан, автор біографії медіума Марії Зильберт, так описує поведінку останньої після того, як він під час сеансу не втримався і, за власним визначенням «приголубив» її, опісля з її ектоплазми сформувалась дівчина-«дух»: «Двері відчинилися самі собою. На порозі стояла Марія Зильберт або, точніше, її примарна подоба. Вона дивилася на мене, і очі її горіли зеленим світлом. За ці кілька хвилин Марія помітно зросла: тепер вона була на голову вища за мене. Риси обличчя її застигли, перетворившись на мляво-сіру загрозливу маску. Її тіло час від часу випускало електричні розряди, котрі світились, як блискавки». Авіан перемістився у вітальню. Медіум, пересуваючись подібно роботу пішла за ним. Він врятувався втечею в одну з кімнат і замкнув за собою двері, проте через декілька хвилин вперше в житті «…побачив процес взаємопроникнення матерії», який назвав "жахливим видовищем, що «суперечить усім законам природи».
Нандор Фодор зазначає, що розповідь Е. Авіана, слугує свого роду «зворотним варіантом» хроніки феномена, відомого як «плоска матеріалізація». Так, на сеансах, які барон Шренк-Нотцинг проводив з медіумом м-ль Біссон, остання, якщо вірити присутнім, матеріалізовувала двовимірні фігури, неодноразово сфотографовані фотокамерою. Знімки цих просторових зображень до такої міри нагадували газетні вирізки, що скептики не раз намагалися розшукати видання, з яких вони були вилучені. Згодом в парапсихології виникло припущення, що такого роду просторові «шаржі» є не що інше, як розумові образи, надприродним чином винесені розумом в простір. З іншого боку (зазначає Н. Фодор) припущення про те, що не «дух», а медіум могла «стиснутися» в площину, щоб подолати матеріальну перешкоду (як це нібито зробила Марія Зильберт), виглядає неймовірним.

## Медіумізм сьогодні
Починаючи з 30-х років ХХ століття популярність спіритичного медіумізму стала сходити нанівець, — на зміну йому поступово прийшла техніка ченнелінгу (англ. Channeling — каналінг), в даний час часто асоційована з традиціями руху «нью ейдж». Традиційний медіумізм, як і раніше, практикується в співтоваристві спіритуалістичних церков і сект, зокрема, в рамках британської асоціації National Spiritualist Association of Churches (NSAC).

## Спірітуалістичні церкви
В сучасних спірітуалістичних церквах спілкування з померлими входить в рутинну релігійну практику. Термін «сеанс» при цьому використовується рідко: тут частіше говорять про «прийняття послань». Як правило, такі засідання відбуваються не в затемнених кімнатах, а в яскраво освітлених церковних холах або на відкритому повітрі в таборах спірітуалістів (таких, як Lily Dale в штаті Нью-Йорк або Camp Cassadaga у Флориді). Як правило, «посланническая служба» або «демонстрації вічності життя» (в термінології служителів) проходять у відкритому доступі для всіх бажаючих. В деяких церквах службі передують цілительські сеанси.
Крім «парфумів», що мають родинне відношення до когось з гостей або безпосередньо до медіуму, іноді викликаються сутності, так чи інакше пов'язані з історією даної спірітуалістичної церкви. Прикладом останнього може служити «Чорний яструб» (Blackhawk) — краснокожий індіанець племені Фокс, який жив у XIX столітті і був духом-наставником медіума Лифи Андерсон. В латиноамериканській релігії Espiritismo, багато в чому спорідненою спіритуалізму, сеанси називаються «мессами» (misas). «Духи», тут викликаються, зазвичай представляються католицькими святими.

## Критика медіумізму
Не тільки послідовники спіритуалізму, але і деякі вчені, включаючи тих, що працювали в рамках Суспільства психічних дослідження (УПІ), стверджували, що відомі як мінімум кілька медіумів, які демонстрували справжні явища. Однак у суспільстві та науці переважає скептичне ставлення до медіумізму. Віра в можливість спілкування з духами та іншими потойбічними силами розглядається як одна з поширених псевдонаукових помилок. Вважається, що медіуми користуються добре відомими в сучасній психології методами «холодного читання», щоб зібрати інформацію про присутніх на сеансі і потім повідомити правдоподібні відомості про них. Ключову роль в подібного роду медіумізмі грає «ефект суб'єктивного підтвердження» (див. ефект Барнума) — люди схильні вважати достовірною ту інформацію, яка хоч і є випадковим збігом або здогадкою, проте здається їм персонально важливою і значущою і відповідає їх особистим переконанням.
Стаття про це феномен в Encyclopedia Britannica робить акцент на тому, що «…один за іншим „спиритуалистские“ медіуми викривалися в шахрайстві, іноді використовуючи трюки, запозичені у сценічних „магів“-ілюзіоністів, з тим, щоб переконати присутніх в наявності у них паранормальних здібностей». У статті наголошується також, що «…розтин широкомасшатбного шахрайства, що відбувалося на спіритичних сеансах, завдало серйозної шкоди репутації руху спіритуалізму і в США відсунуло його на суспільну периферію».
У числі тих, хто заперечує медіумізм, — як атеїсти, так і теїсти, які або не вірять в існування «духів померлих», або заперечують можливість прижиттєвого контакту з ними через медіумів. В аргументації, висунутою критиками медіумізму, згадуються «самообман», «втручання підсвідомості», використання іллюзіоністських трюків, фальсифікація.
З точки зору окремих представників християнства, медіумізм проявляються у людей, одержимих бісами.

### Викривачі псевдомедіумізму
У числі найбільш відомих викривачів псевдомедіумізму були дослідники Френк Підмор (Товариство психічних досліджень), Гаррі Прайс (Національна лабораторія психічних досліджень), а також професійні сценічні маги-ілюзіоністи Джон Н. Маскелайн (викрив трюки братів Девенпорт) і Гаррі Гудіні. Останній заявляв, що не має нічого проти спіритуалізму як форми релігії, він покликаний лише викривати шарлатанів, які обманюють людей від імені цієї релігії.

## Медіа
- The Secret KGB Paranormal Files (2001) [Архівовано 11 квітня 2016 у Wayback Machine.]
- Іранський екстрасенс, переможець телепрограми «Битва екстрасенсів» (ТНТ, Росія) Мехді Ібрагім Вафа: «Розвивайте свої здібності…» (вебінтерв'ю) [Архівовано 12 листопада 2011 у Wayback Machine.]
- Битва екстрасенсів " на ТНТ (Російське ТБ)
- Битва екстрасенсів (Українське ТБ) [Архівовано 28 липня 2013 у Wayback Machine.]